# Panais
Pour les articles ayant des titres homophones, voir Panay (homonymie).
Pastinaca sativa
Espèce
Statut de conservation UICN

 LC  : Préoccupation mineure
 France 
Le Panais, Panais cultivé ou Panais sauvage (Pastinaca sativa L.) est une espèce de plantes à fleurs de la famille des Apiacées (anciennement Ombellifères). C'est une plante herbacée bisannuelle à racine charnue originaire d'Europe.
Il était autrefois très cultivé (sa sous-espèce Pastinaca sativa subsp. sativa) comme légume et comme plante fourragère. Sa culture a été quelque peu délaissée au XXe siècle sauf en Grande-Bretagne, dans les pays nordiques et en Afrique du Nord. Le panais cultivé est de retour sur la table française à la suite de sa réintroduction sur les étals par les maraîchers biologiques et de l'engouement pour les légumes anciens. Le panais est d'ailleurs aujourd'hui, avec le rutabaga et le topinambour, l'un des rares légumes « oubliés » présents en frais presque à longueur d'année mais surtout en hiver dans les magasins et marchés.
Le panais cultivé, d'une couleur blanc ivoire, a une forme proche de celle de la carotte, et un goût légèrement sucré, noiseté, avec un arôme épicé.

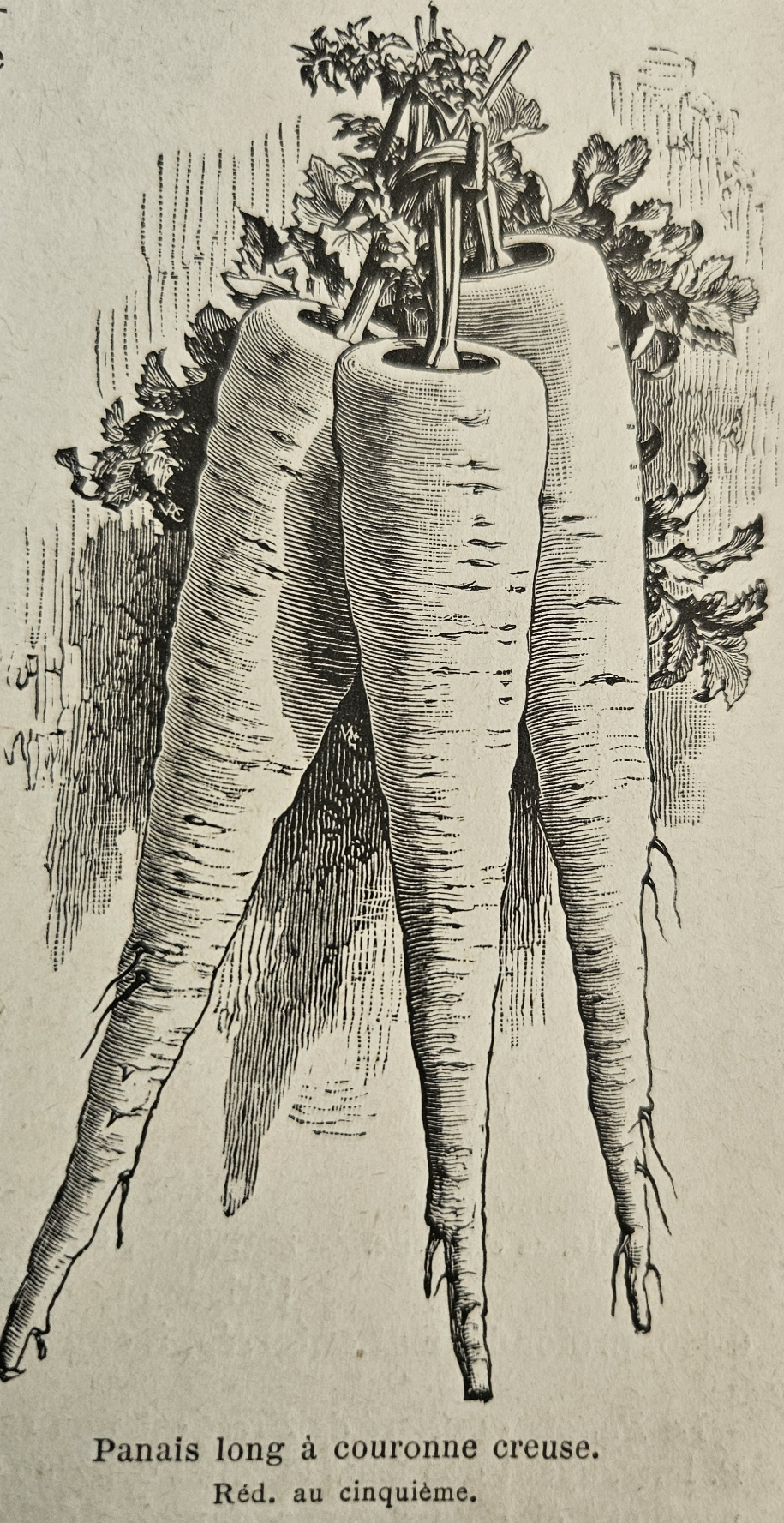
Illustration de panais long (Peucedanum sativum synonyme de Patinaca sativa) dans Les plantes potagères Vilmorin 1925.

## Systématique
L'espèce Pastinaca sativa a été décrite par le naturaliste suédois Carl von Linné en 1753.

### Noms vernaculaires
Ce taxon porte en français les noms vernaculaires ou normalisés suivants : Panais,, Panais sauvage, Panais cultivé,,, Grand chervis, Panais commun, Pastenade blanche, Pastinacier.

### Sous-espèces
Il existe trois sous-espèces, :
- Pastinaca sativa subsp. sativa
- Pastinaca sativa subsp. sylvestris (Mill.) Rouy & Camus
- Pastinaca sativa subsp. urens (Req. ex Godr.) Celak.

### Synonymes
Pastinaca sativa a pour synonymes :
- Anethum pastinaca Wibel, 1799[7],[9]
- Heracleum angustifolium Peterm.[7]
- Heracleum polyphyllum Peterm.[7]
- Pastinaca angulosa Dulac, 1867[7],[9]
- Pastinaca arvensis Steud.[9]
- Pastinaca capensis Sond.[9]
- Pastinaca esculenta Salisb., 1796[7],[9]
- Pastinaca fleishmannii Hladnik, 1840[7],[9]
- Pastinaca germanica Kirschl.[7]
- Pastinaca heracleoides (Boros) Kotov[9]
- Pastinaca insularis Calest.[9]
- Pastinaca insularis Rouy & E.G.Camus[9]
- Pastinaca latifolia Ledeb.[9]
- Pastinaca lutea Gilib.[9]
- Pastinaca opaca Bernh. ex Hornem.[9]
- Peucedanum pastinaca Baill., 1879[7]
- Pastinaca pratensis H.Mart.[9]
- Pastinaca propinqua Jord. ex Boreau[9]
- Pastinaca sylvestris Garsault[9]
- Pastinaca sylvestris Mill.[9]
- Pastinaca taraxacifolia Fisch. ex Schult.[9]
- Pastinaca tereticaulis Boreau ex Celak.[9]
- Pastinaca vulgaris Bubani[9]
- Peucedanum fleischmannii (Hladnik) Arcang.[9]
- Peucedanum opacum Franch.[9]
- Peucedanum pastinaca Baill.[9]
- Peucedanum sativum (L.) Benth.[9]
- Peucedanum sativum (L.) S.Watson[7]
- Selinum opacum (Bernh. ex Hornem.) E.H.L.Krause[9]
- Selinum pastinaca Crantz, 1767[7],[9]

## L'espèce botanique
Le panais cultivé est une variété améliorée du panais sauvage (Pastinaca sativa L. subsp. sylvestris (Mill.) Rouy & E. G. Camus).
Le Panais cultivé sauvage est une plante bisannuelle, à feuilles poilues, érigée, de 0,50  à   1 m de haut, qui porte des inflorescences en ombelles de petites fleurs jaunes, portées par des tiges creuses et sillonnées. Les feuilles sont grandes, pennées à plus de cinq segments lobés dentés. La racine principale, pivotante, est moins développée et plus coriace et ligneuse que celle de la variété cultivée : elle est donc plus difficile à utiliser culinairement (mais cela est possible,). La plante dégage une odeur forte caractéristique lorsqu'on la froisse.
C'est une plante de plaine, des prés sur sol calcaire ou des bords des chemins, mais elle peut pousser en montagne jusqu'à 1 600 m d'altitude. La floraison se déroule en juillet-août.
Le Panais cultivé sauvage, dont il existe de nombreuses formes, est spontané dans toute l'Europe, dans le Caucase et la Sibérie. Il a été naturalisé dans les régions tempérées du monde, notamment en Amérique du Nord où il a été introduit au XVIIe siècle.
Une variété doit être signalée, c'est le panais urticant parfois appelé carvi (Pastinaca sativa L. subsp. urens (Req. ex Godr.) Celak.) qui provoque des dermites de contact, qui peuvent être sévères et provoquer chez les sujets sensibles des brûlures du 2e degré. La sève du panais en général, et spécialement de cette variété, contient des substances, les furanocoumarines, qui ont la propriété de provoquer des réactions cutanées, aggravées sous l'action des rayons solaires par photosensibilisation. Cette variété de la plante est (improprement) appelée « panèu, panau, -aut » en occitan (langue du "Midi" de la France actuelle). En occitan, la plante est connue sous les noms de escarabic (languedocien), escarabin ou escarabelha (Gascogne, qui désigne aussi le carvi) ou charabís (Périgord) et aussi pastanag(r)a ou bastanaga (qui désignent aussi la carotte) ; elle est très envahissante.
En réalité, ce risque de brûlure est le même avec toutes les variétés de panais[réf. nécessaire], y compris avec les variétés cultivées, en particulier en production de semences, en seconde année, quand les plantes font 1,50  à   2 m de haut. Le risque est d'autant plus important qu'on ne sent rien et que les brûlures n'apparaissent que plusieurs heures après le contact avec les plantes. Ces brûlures sont longues à cicatriser.

### Morphologie du panais cultivé

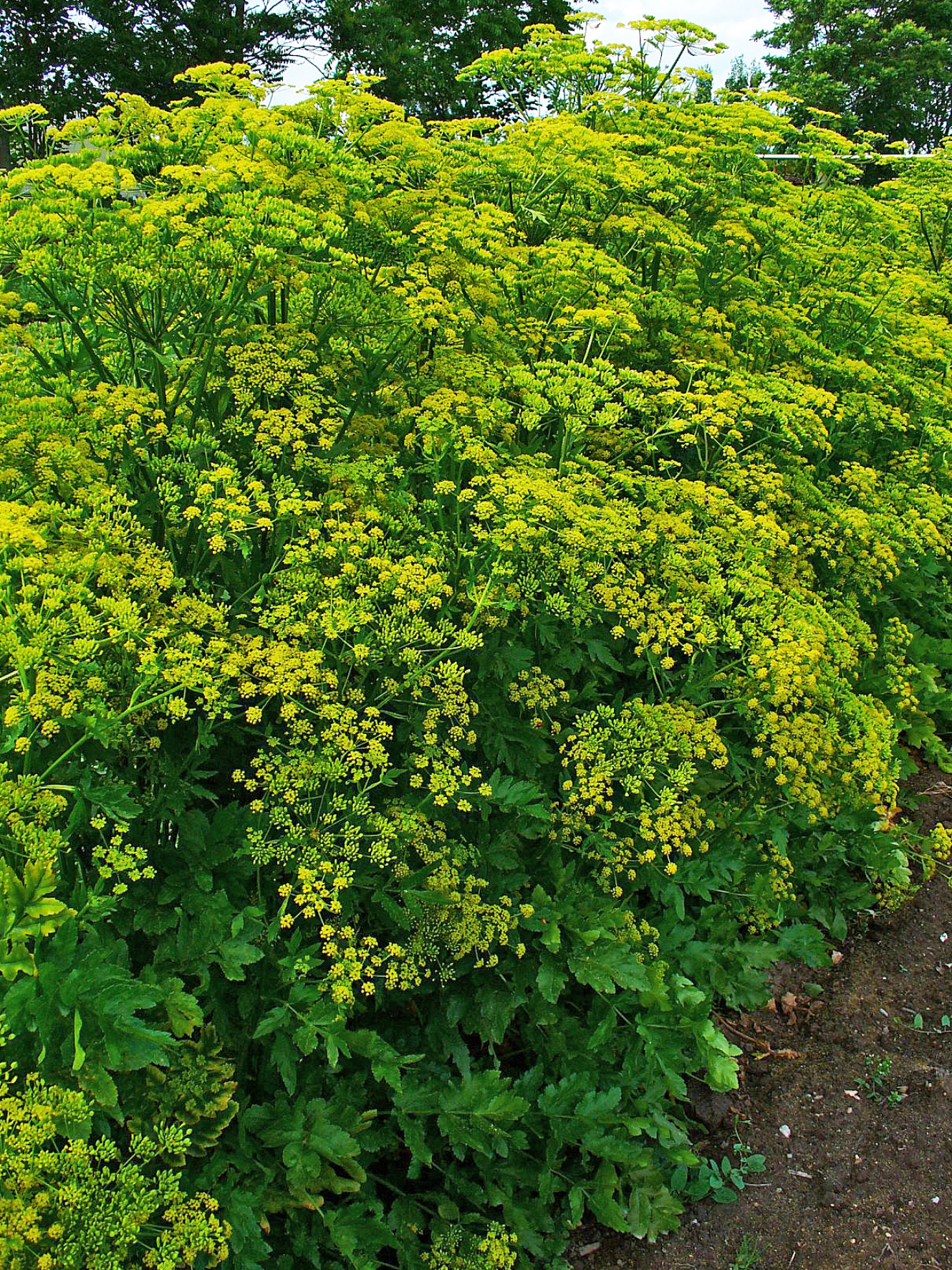
Habitus.
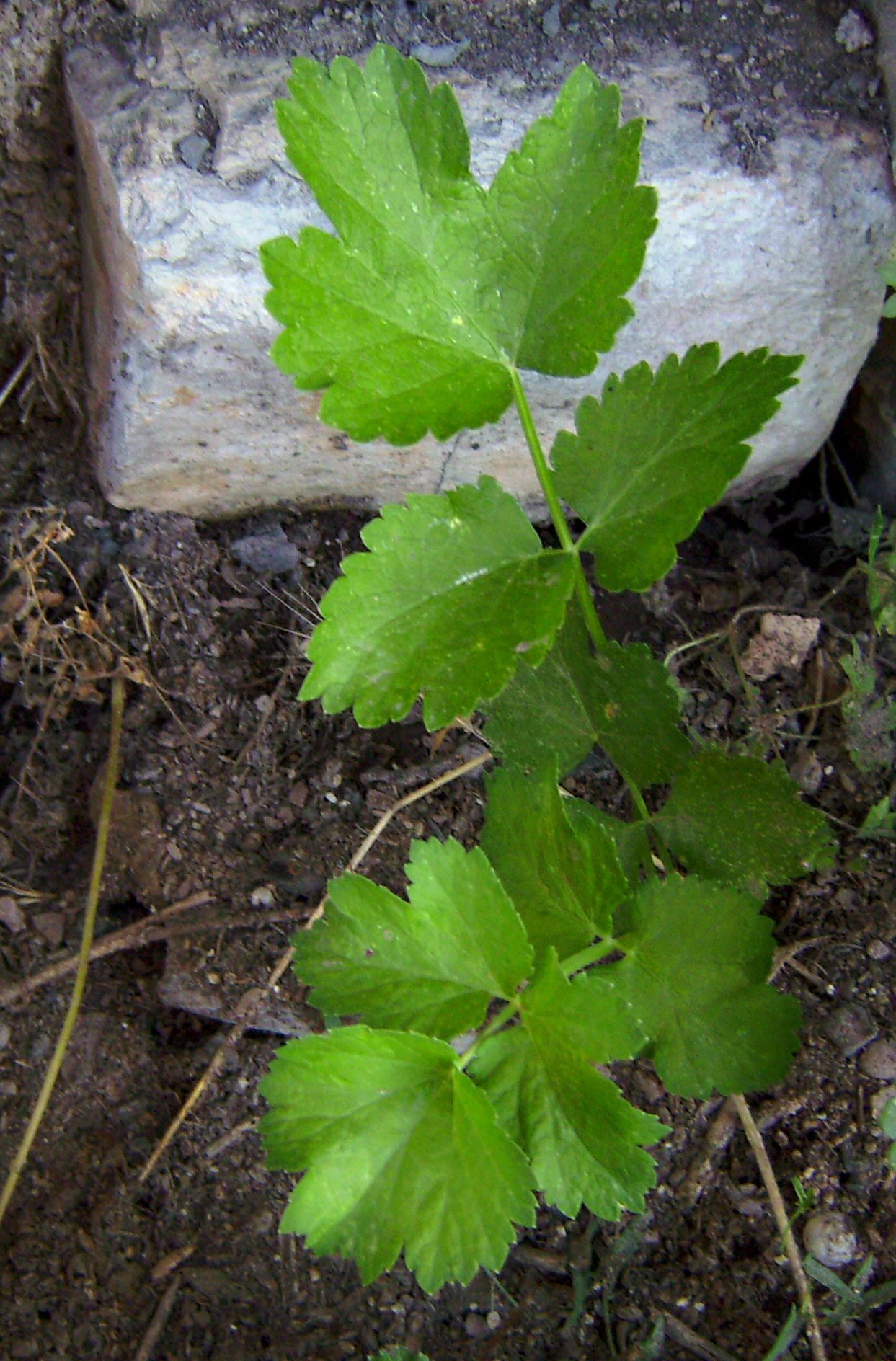
Feuille.
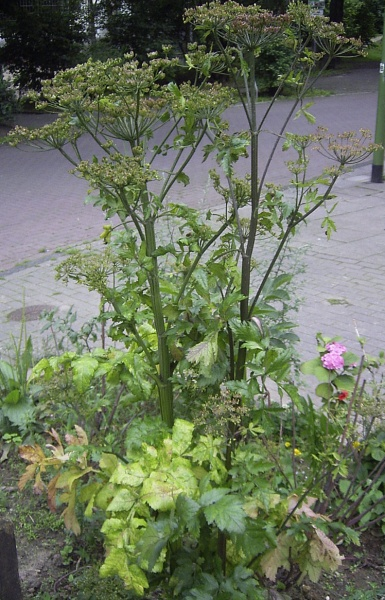
Plante fructifiée.
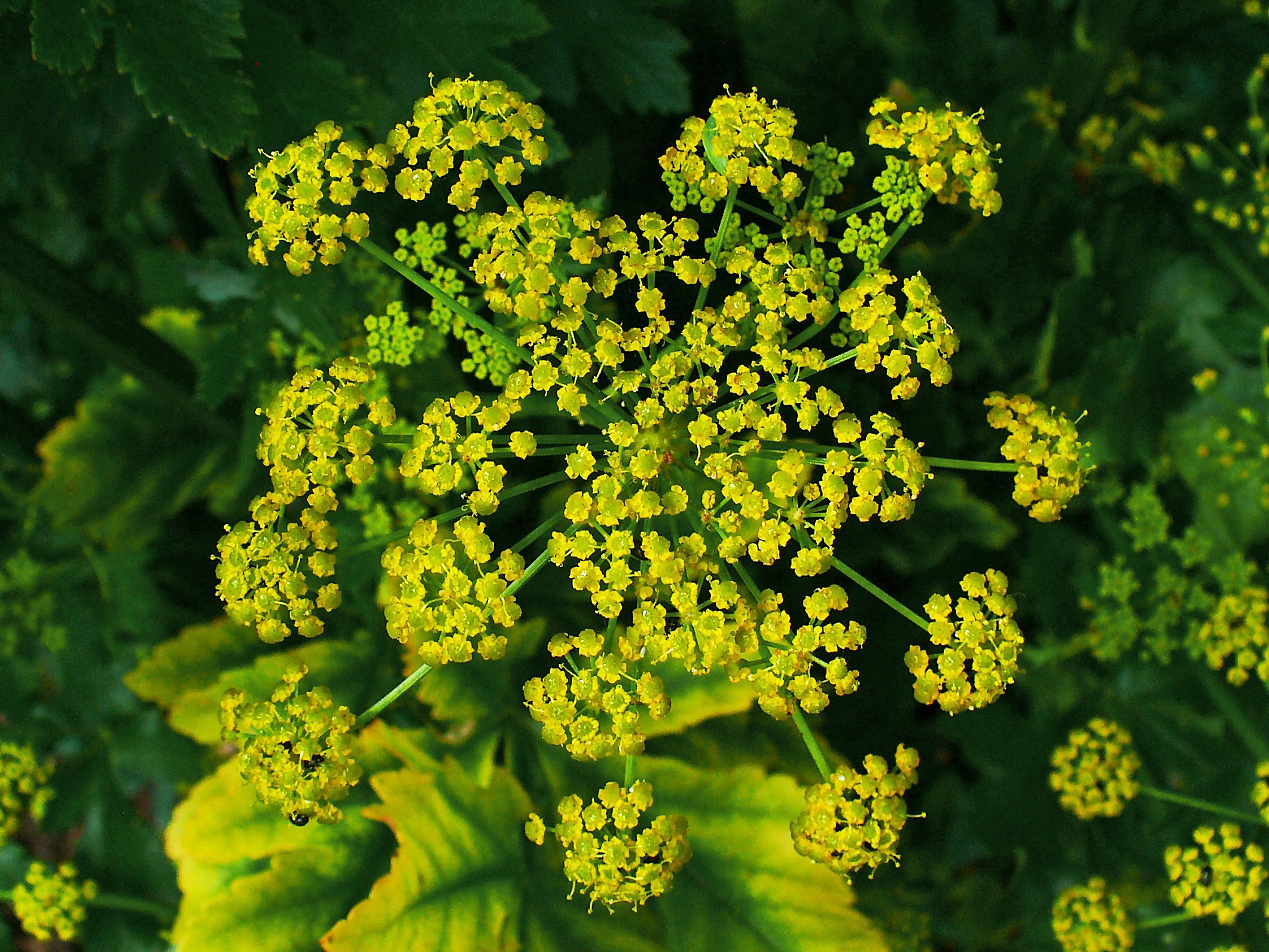
Fructifications.
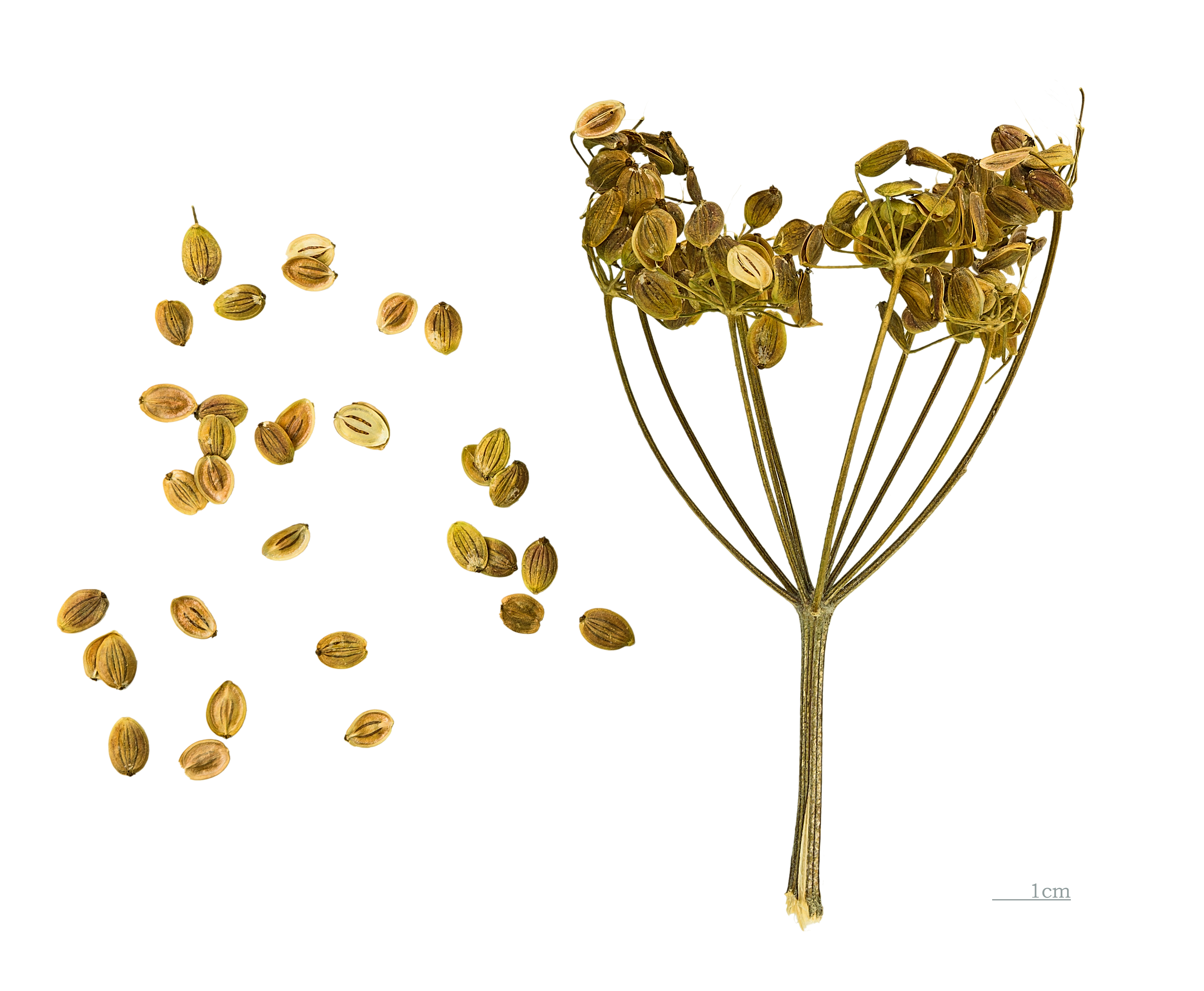
Fruit et graine - MHNT.
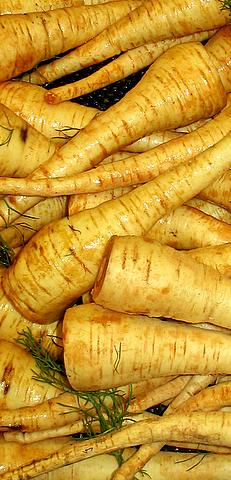
Racines.

Le panais cultivé a une racine plus ou moins longue, de couleur blanchâtre ou blanc ivoire. On distingue plusieurs groupes selon la morphologie de la racine :
- Panais rond, en forme de toupie de 12  à   15 cm de diamètre, le plus précoce, comme la variété « rond hâtif ».
- Panais demi-long, forme proche de celle d'une carotte, dont la variété « demi-long de Guernesey » est la plus cultivée actuellement.
- Panais long, le plus proche de la forme sauvage avec une racine de 30  à   45 cm de long [réf. souhaitée].

## Histoire
Plusieurs espèces de panais sauvages ou cultivés sont cités par Pline l'Ancien, dont le goût très fort les destine plus à l'usage médical que culinaire.
Le panais était déjà cultivé au Moyen Âge, il figure parmi la centaine de plantes, cultivées dans les monastères, énumérées dans le « capitulaire De Villis », ordonnance de l'époque de Charlemagne. L'histoire du panais se confond en partie avec celle de la carotte, car la distinction entre les deux plantes — qui appartiennent à la même famille botanique — n'était pas toujours nette jusqu'à la fin de la Renaissance. De plus, le panais n'avait pas, dans l'Antiquité et au Moyen Âge, la saveur sucrée qu'il a au XXIe siècle.
Figurant parmi les légumes les plus cultivés de France pendant de nombreux siècles, il est peu à peu supplanté par les variétés orange de carottes à partir du XIXe siècle pour finalement n'être consommé que par les paysans pauvres et le bétail. Le panais cultivé, détrôné par la carotte et la pomme de terre, est de retour sur la table française depuis les années 1980 à la suite de sa réintroduction sur les étals par les maraîchers biologiques et l'engouement pour les légumes anciens. Le panais est d'ailleurs aujourd'hui, avec le rutabaga et le topinambour, l'un des rares légumes « oubliés » présents en frais presque à longueur d'année mais surtout en hiver dans les magasins et marchés.

## Utilisations

### Alimentaire

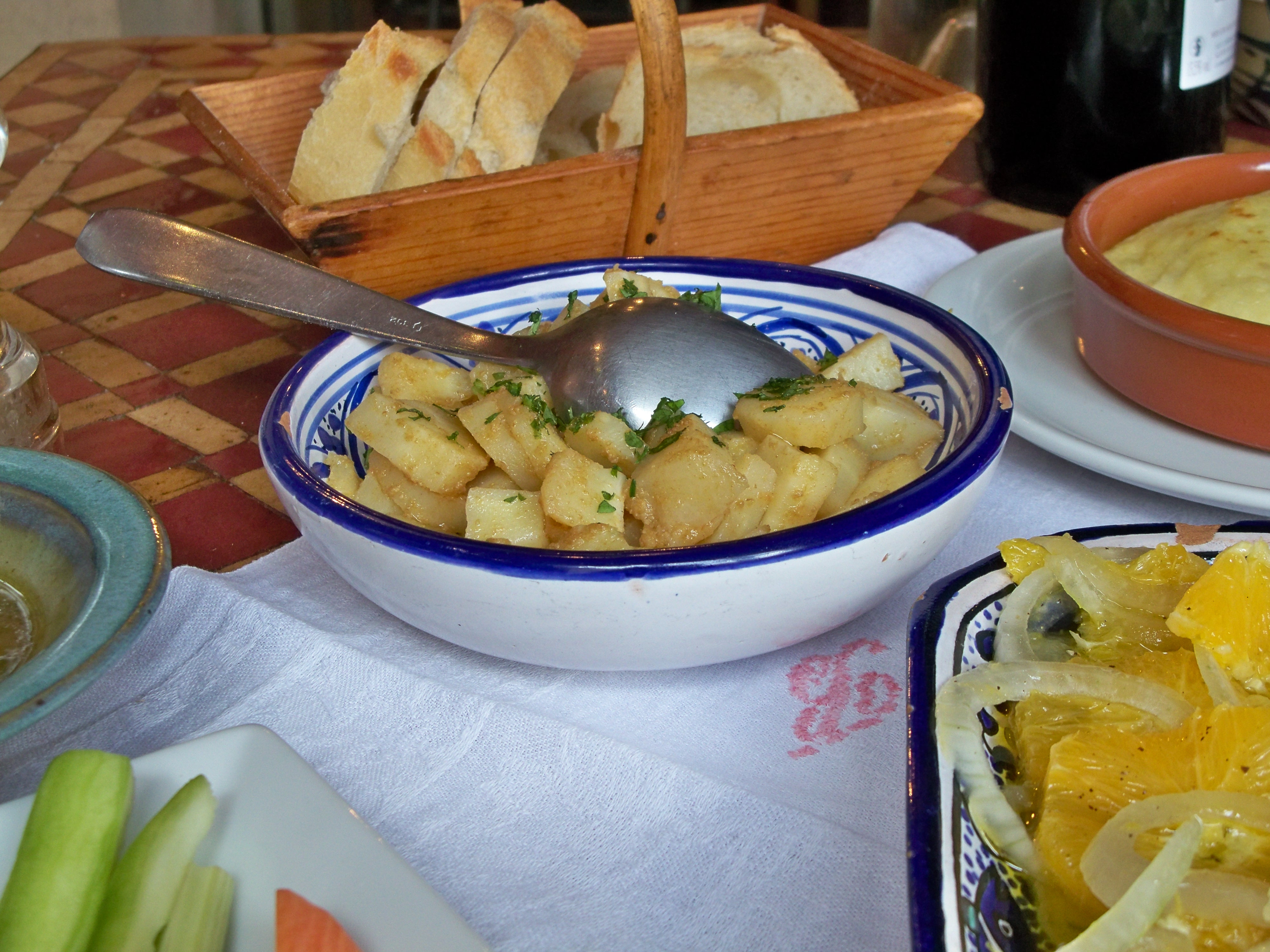
Salade de panais.

Le panais peut se consommer cuit en soupes, potages, couscous et pot-au-feu, il supporte tout type de cuisson et accommode n'importe quelle viande ou poisson. Il est le plus souvent utilisé comme complément ou condiment, en raison de sa saveur assez vive.
Le panais se cuit comme la pomme de terre et peut être préparé en purée ou gratiné au four.
On peut aussi le servir cru, râpé avec huile et citron en salade.
Les jeunes pousses de panais sauvage peuvent agrémenter beaucoup de recettes. Elles doivent être cueillies tendres, tant que la tige est verte et que les feuilles ne sont pas complètement dépliées. Une fois cueillies, il suffit de les laver et de les émincer. On peut les utiliser dans tous les plats de légumes, les sauces (sauce tomates aux panais, ou bien en cubes dans les pâtes), les omelettes, gratins fait avec du fromage Oka ou du fromage mozzarella. Les fanes de panais, crues, peuvent servir d'aromates comme le persil, ou bouillies peuvent être consommées avec une bonne huile d'olive et du sel.
Dans la région de Setif (Algérie), le panais, appelé "left saïdi" لفت اسعيدي (navet saïdi), accompagne systématiquement le couscous à la sauce rouge et à la viande[réf. nécessaire].

### Fourragère
La plante tout entière, la racine comme le feuillage, est consommée par le bétail et constitue un fourrage apprécié par les lapins.
Le panais a naguère constitué une plante fourragère importante dans les régions atlantiques, bien arrosées, comme la Bretagne. C'était la plante fourragère complémentaire de l'ajonc en hiver, pour les chevaux dans le Léon (1 000 m2 par cheval) et les vaches dans le reste de la Bretagne.

### Nid à auxiliaires
Les ombelles jaunes de cette ombellifère exercent un extraordinaire pouvoir de séduction sur une large variété d'insectes entomophages (auxiliaires) tels qu'Ichneumon stramentarius, Isodontia mexicana, Lygistopterus sanguineus, le lepture tacheté, Gasteruption spp. ainsi que des araignées, des coccinelles (adultes et larves), les graphosomes d'Italie...
Cette grande variété d'insectes favorise la lutte biologique en permettant une régulation naturelle des ravageurs.

## Culture

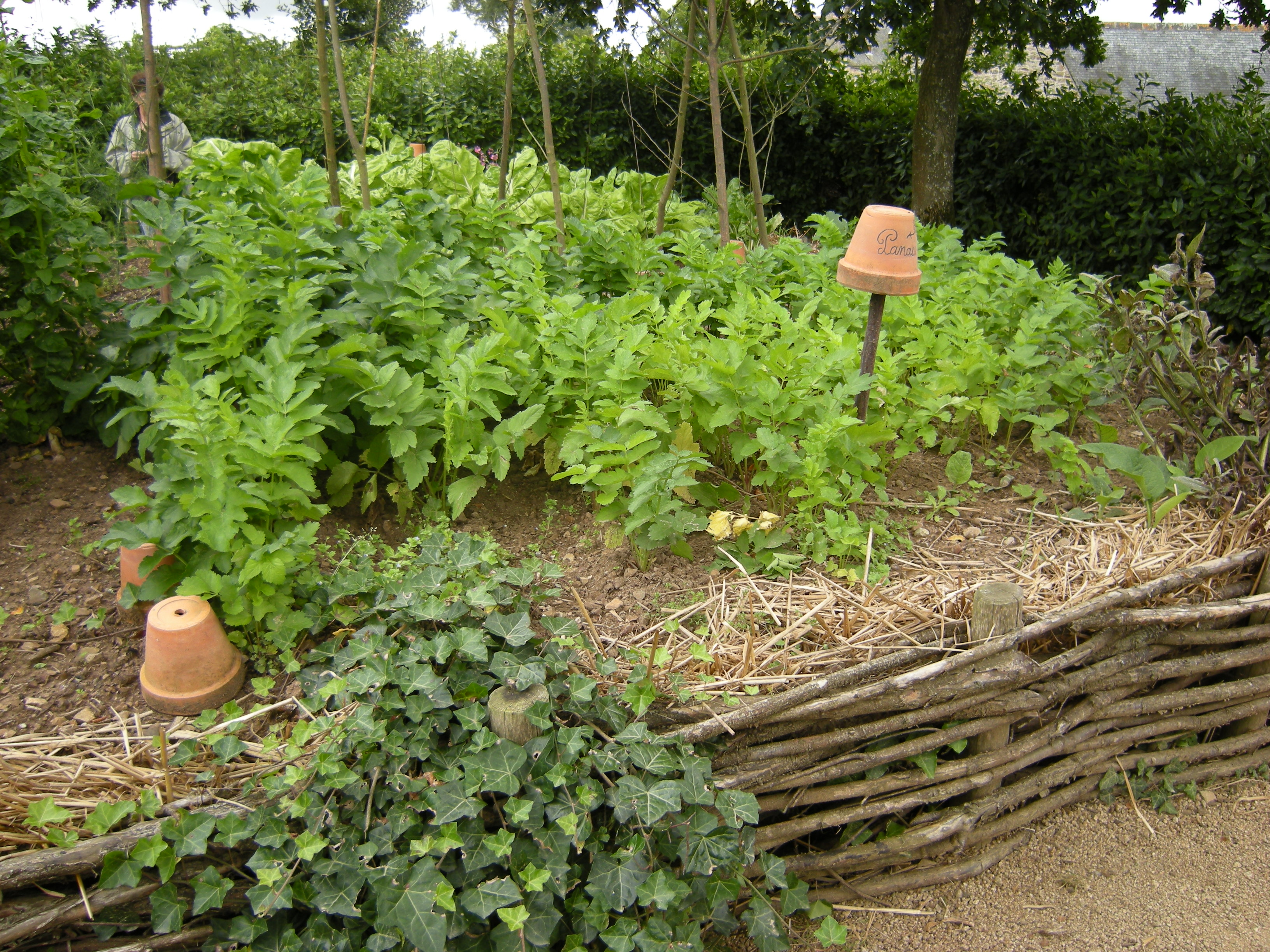
Culture de panais au château de la Roche-Jagu.

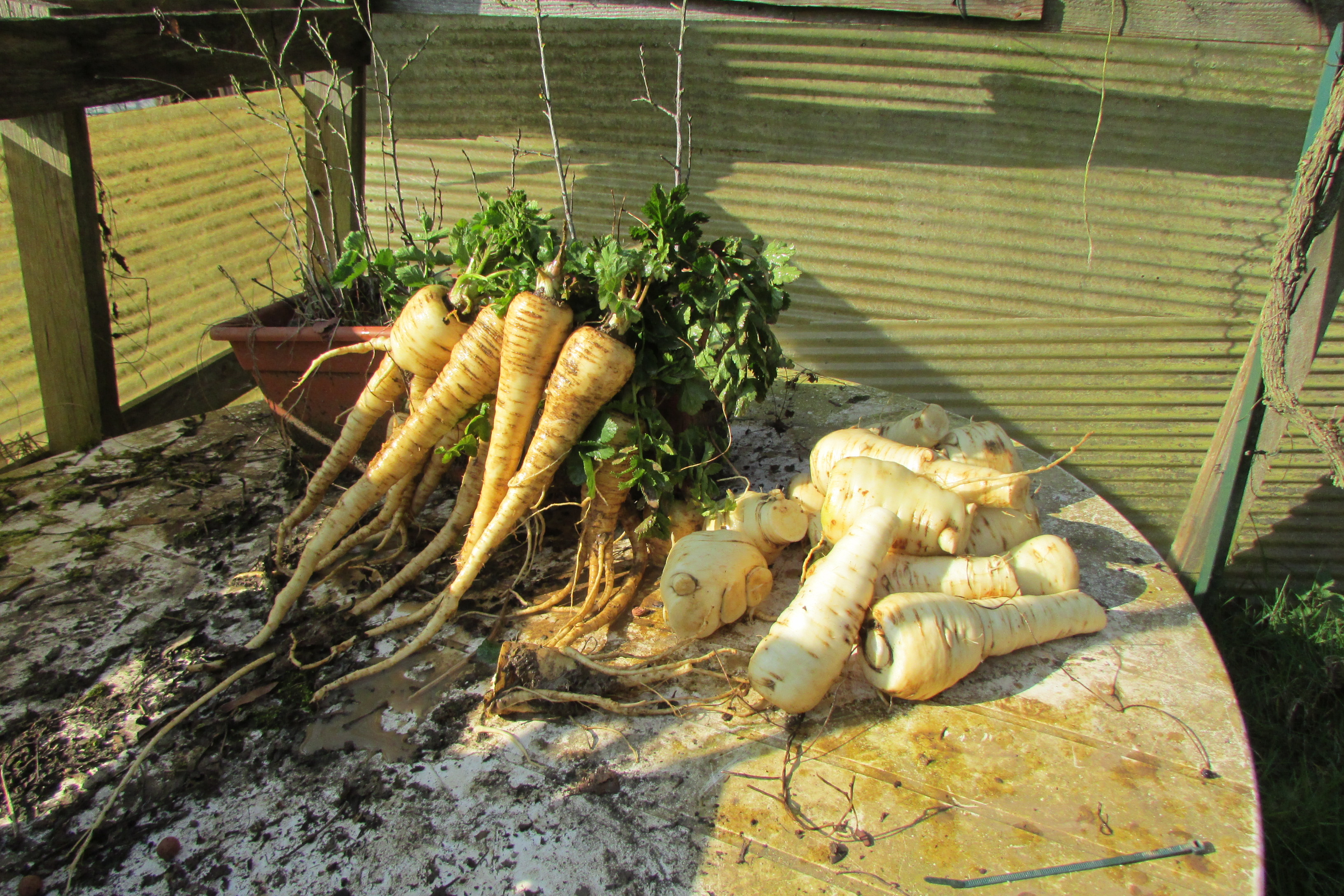
Récolte de panais.

Le panais préfère les terres fraîches, un peu lourdes, bien profondes. Il se plaît en plein soleil. Le panais se sème de février à juin et se récolte 4 mois après le semis. Ses racines peuvent passer l'hiver en terre, ce qui accroît leur goût sucré lorsqu'il gèle.
Le semis se fait de mars à juin, en septembre (ouest et midi). La récolte a lieu de juillet à octobre (celui de printemps), de mars à avril (semis d'automne). La durée de la levée est de 12  à   15 jours. La production est de six à sept racines par mètre linéaire.
En culture de plein champ, la récolte peut être mécanisée comme celle de la carotte. Le rendement est de 35  à   50 tonnes à l'hectare.
Il est nécessaire de bien ameublir la terre, de tracer des sillons d'un centimètre de profondeur, espacés de 30  à   40 cm, de répartir les graines au fond des sillons, de recouvrir de terre et tasser, puis d'arroser en pluie. Après la levée, il faut éclaircir tous les 15 cm.
Le panais se conserve dans une caisse remplie de sable, dans un local frais et aéré.

## Valeur nutritionnelle
Le panais est plus riche en vitamines et minéraux que sa cousine la carotte. Il est particulièrement riche en potassium avec 375 mg aux 100 g. Le panais est aussi une bonne source de fibres alimentaires.
Cuits, 100 g de panais contiennent 230 kilojoules (55 kilocalories), 19,5 g de glucides, 1,3 g de protéines, 0,3 g de matières grasses et 4 g de fibres.

## Maladies et ravageurs
- Mildiou
- Oïdium
- Charançon de la carotte

## Espèces similaires
Plusieurs plantes ressemblent au panais sauvage, dont la berce du Caucase, la berce laineuse, l’angélique pourpre et la carotte sauvage.

## Anecdotes
- En breton, les taches de rousseur sont appelées pikoù panez, littéralement des « taches de panais » ;
- Lewis Fry Richardson a utilisé un stock de panais en raison de leurs propriétés de flottaison et de visibilité pour une des premières expériences de mécanique des fluides consacrée à l'étude du phénomène de turbulence[21].
- Le panais voit son nom attribué au 9e jour du mois de vendémiaire du calendrier républicain ou révolutionnaire français[22], généralement chaque 30 septembre du calendrier grégorien.